# Justus Lipsius (budova)
Justus Lipsius je budova v Bruselu, která byla v letech 1995–2017 sídlem Rady Evropské unie. Nachází se v centru města v Evropské čtvrti, na ulici Wetstraat / Rue de la Loi, v blízkosti stanice metra Schuman a naproti budově Berlaymont, která je hlavním sídlem Evropské komise. V docházkové vzdálenosti se nachází také bruselská budova Evropského parlamentu (v parku Leopold). Společně s budovou Europa, kam se sídlo Rady v roce 2017 přesunulo, tyto budovy utvářejí de facto ústředí orgánů Evropské unie.
Jako i v případě dalších budov institucí EU je architektura budovy Justus Lipsius velmi moderní. Pojmenována byla po vlámském filozofovi a humanistovi Justu Lipsiovi, jehož jméno nesla ulice, která stavbou budovy zanikla. Dřívějším sídlem Rady Evropské unie byla budova Charlemagne, pojmenovaná po jiném významném Evropanovi, Karlu Velikém (dnes tuto budovu využívá Evropská komise).